# Cas di torto

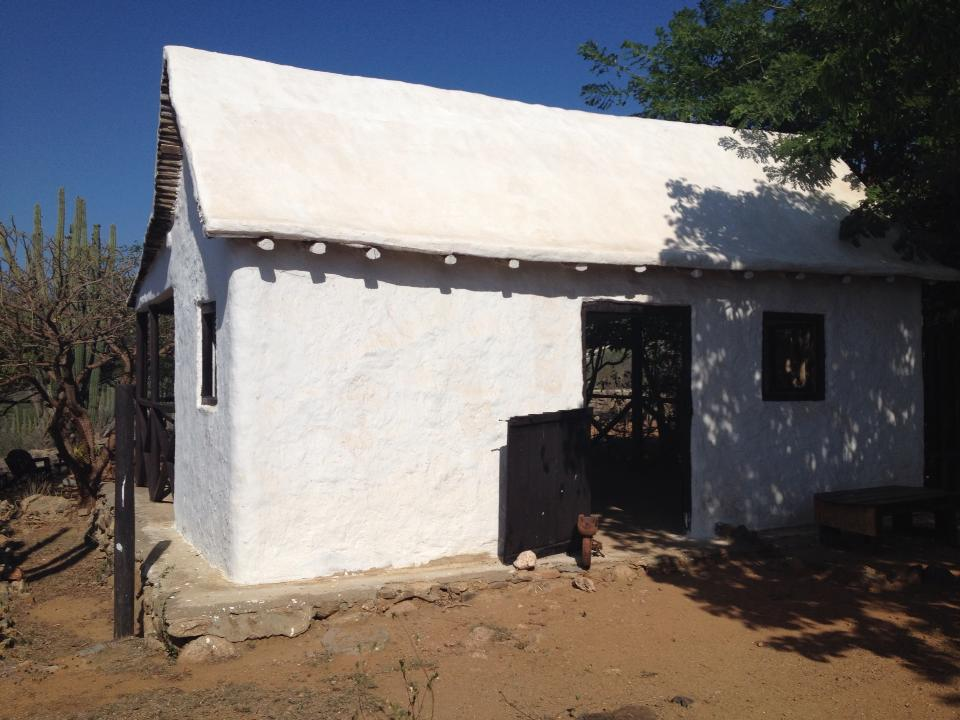
Restaurierte Cas di torto

Cas di torto ist die Bezeichnung für die traditionelle Bauweise der historischen arubanischen Häuser der Siedler und Plantagenarbeiter aus dem 18. Jahrhundert.

## Namensherkunft
Der Name Cas di torto stammt wahrscheinlich von der spanischen Bezeichnung Casas de “Torta” ab, den die Siedler von der Halbinsel Paraguaná in Venezuela mit nach Aruba brachten. Torta im spanischen, bedeutet Torte und bezieht sich auf die in Schichten aufgetragene Lehmbauweise. In der Kreolsprache Papiamentu wurden diese Behausungen dann Cas di torto, Cas di lodo oder auch Cas di bara genannt.
Bis 1925 wurden sie gebaut und waren außerhalb der Stadtgebiete, in den Cunuku Ländereien  -wo die Plantagenarbeiter mit ihren kinderreichen Familien lebten – ziemlich häufig. Das  älteste Cas steht in Savaneta.
Heute gibt es noch rund 62 Cas di torto in zum Teil verfallen Zustand. Drei davon, in sehr gutem restaurierten Zustand,  befinden sich im Nationalpark Arikok.  Weitere Restaurierungen sind geplant.
Diese Lehmhäuser sind im Inneren  bemerkenswert kühl und perfekt an das Klima angepasst.

## Beschreibung

### Bauweise
Die Bauweise besteht im Wesentlichen aus vier Außenwänden, die aus senkrechten Rundholzstangen im Abstand von rund einem halben Meter voneinander im Boden verankert wurden und mit einem Quergitter aus Stangen horizontal verbunden sind. Auf den Außenwänden wurden die Dachsparren aufgelegt, die aus dem Kernholz der Säulenkakteen hergestellt wurden.
Vor 1815 hatten die Häuser nur ein Dach aus Maisstroh (Pal'i maishi).  Nach 1815 bestand das Dach aus quer zu den Dachsparren verlaufenden dünnen Rundhölzern der Säulenkakteen, die dann wie die Außenseiten des Hauses schichtweise mit Lehm verfüllt und verputzt wurden. Die Dächer und Fassaden wurde aus einer Mischung von Tonsand, Wasser und klein geschnittenem Carib Gras (Urochloa mutica), auch Büffelgras genannt und als Tierfutter genutzt, verputzt. Zuletzt wurden die Cas di torto mit einer wasserabweisenden Schicht aus Kalk und dem Saft der Aloen mehrmals bestrichen. Dies gab den Häusern eine zusätzliche Wetterschutzschicht und das weiße Aussehen. Der Kalk wurde in eigens gemauerten Kalkbrennöfen hergestellt.

### Innenraum
Normalerweise hatten die Cas di torto eine kleine Küche mit Feuerstelle, einen Wohnraum und zwei Schlafräume, in denen die Bewohner auf Strohmatten schliefen. In der Ecke der Küche befand sich ein Wasserspeicher (tanki), bestehend aus einer dicken Wand aus Lehm, die ebenfalls mehrfach mit einer wasserabweisenden Schicht aus Kalk und Aloensaft gestrichen wurde und abgedeckt war. Die Wasservorräte für die Familie wurde durch die Innenbauweise kühl gehalten.